# Oliver Waterman Larkin
Oliver Waterman Larkin (Medford, 17 agosto 1896 – 17 dicembre 1970) è stato uno storico statunitense.

## Biografia
Nato a Medford, nello stato statunitense del Massachusetts, da Charles Ernest Larkin e Kate Mary Waterman, egli aveva due fratelli e due sorelle. Studiò al Perley Free School, in seguito all'università di Harvard dove ottenne una bachelor nel 1918.
Servì gli United States Army dal 1918 al 1919 durante la prima guerra mondiale. Il 30 luglio 1925 sposò Ruth Lily McIntire da cui ebbe un figlio, Peter Sidney. Nel 1950 venne premiato con il premio Pulitzer per la storia.